# 哈夏图淖日
哈夏图淖日也作哈沙土诺尔，是一个位于中国内蒙古自治区锡林郭勒盟太仆寺旗贡宝拉格苏木哈夏图嘎查以南的一座咸水湖，水位1372.8米，面积22.83平方千米，是内蒙古高原内陆湖泊中最南端的较大湖泊之一。湖泊呈葫芦形，东北至西南狭长。哈夏图淖日以西有九连城淖，丰水年份可与哈夏图淖日连通，成为姊妹湖。湖区为半农半牧业地区。

2021年太仆寺旗人民政府关于划定主要河湖管理范围的公告中，哈夏图淖日湖泊划界面积12.128平方千米，划界长度14.974千米。